# Arité
Ne doit pas être confondu avec Arite.
En mathématiques, l'arité d'une fonction, ou opération, est le nombre d'arguments ou d'opérandes qu'elle requiert.
Une fonction ou un opérateur peut donc être décrit comme unaire, binaire, ternaire, etc. Des termes comme 7-aire ou n-aire sont aussi utilisés. L'addition de deux nombres, par exemple, est une fonction binaire, ou opération binaire. La fonction inverse, qui associe à un élément son inverse, est une fonction unaire.
En calcul propositionnel, on considère aussi l'arité des connecteurs qui sont des fonctions des booléens dans un booléen.
Quelquefois, il est commode de considérer les constantes comme des opérateurs nullaires, c'est-à-dire des fonctions d'arité 0.
On parle aussi de l'arité d'un prédicat ou d'une relation : ainsi l'égalité [=] est une relation binaire, de même que l'inégalité stricte [<] et l'appartenance [∈].
Une opération, plus généralement appelée fonction, peut aussi être considérée comme une relation ; ainsi l'addition peut être considérée comme une relation ternaire entre les deux termes et leur somme. Ceci se généralise : toute fonction n-aire est en même temps une relation (n+1)-aire fonctionnelle. Il suffit de définir :
R(x1, x2, ..., xn, y) si et seulement si f(x1, x2, ..., xn) = y.